# كاسبار فريدريش وولف
كاسبار فريدريش وولف (بالروسية: Вольф, Каспар Фридрих)‏ (و. 1735 – 1794 م) هو طبيب عسكري، وعالم حيوانات، وأستاذ جامعي، وعالم وظائف الأعضاء، وعالم تشريح من الإمبراطورية الروسية، ولد في برلين، كان عضوًا في الأكاديمية الألمانية للعلوم ليوبولدينا، والأكاديمية الروسية للعلوم، توفي في سانت بطرسبرغ، عن عمر يناهز 59 عاماً.

## التعليم
تعلم في جامعة هاله
.

## روابط خارجية
- كاسبار فريدريش وولف على موقع الموسوعة البريطانية (الإنجليزية)